# Khénémet-néfer-hedjet Ire
Pour les articles homonymes, voir Khénémet-néfer-hedjet.
Khénémet-néfer-hedjet Ire, fille d'Amenemhat II, est une reine de la XIIe dynastie, femme de Sésostris II et mère de Sésostris III.